# Franjo Knebl
Franjo Knebl (Vilsnice kraj Dečina, 25. srpnja 1915. — Zagreb, 3. veljače 2006.) bio je inženjer šumarstva, sudionik Narodnooslobodilačke borbe, general-major JNA, društveno politički radnik SFR Jugoslavije i SR Hrvatske i narodni heroj Jugoslavije.

## Životopis
Rođen je 1915. godine u mjestu Vilsnice (Češka). Njegov otac Matija bio je radnik koji je, u potrazi za poslom, stigao u Sisak. U ovom gradu Franjo je završio osnovnu školu 1926., a gimnaziju 1934. godine. Poslije toga, upisao se u Zagrebu na Poljoprivredno-šumarski fakultet i završio ga 1940. godine.
Tijekom studija, uključio se u revolucionarni studentski pokret i sudjelovao u mnogim akcijama studenata Zagrebačkog sveučilišta. U Sisku je 1935. godine primljen u Savez komunističke omladine Jugoslavije, a ubrzo zatim i u članstvo Komunističke partije Jugoslavije.
U periodu od 1935. do 1940. godine, politički je radio s omladinom Siska, a pogotovo sa studentima iz Siska koji su se školovali u Zagrebu. Bio je predsjednik Udruženja sisačkih akademičara, a kada je ovoj organizaciji bio zabranjen rad bio je uhićen. Politički je djelovao i u novoformiranom Sisačkom akademskom klubu „Antun Radić“, u kojem se okupljala lijevo orijentirana omladina.
Poslije fašističke okupacije Jugoslavije, 1941. godine, izabran je za člana Vojnog komiteta, koji je partijska organizacija Siska formirala za pripremu oružanog ustanka. Na dan napada Sila Osovine na Sovjetski Savez, 22. lipnja 1941. godine, bio je uhićen. U zatvoru je proveo dvadesetak dana, ali je potom zbog nedostatka dokaza pušten. Odmah po izlasku iz zatvora, prešao je u ilegalu, a potom se 20. srpnja 1941. godine prebacio u Prvi sisački partizanski odred, koji se nalazio u okolini Siska. Isprva je bio borac, a zatim je postao desetar.
Kako se oružani ustanak širio i stvarali novi partizanski odredi, rukovodstvo Komunističke partije Hrvatske ga je slalo na važnije i odgovornije političke dužnosti. Isprva je bio na Banovini, a zatim u Moslavini, Slavoniji i na Žumberku i ostalim područjima Hrvatske. Tijekom rata, obavljao je dužnosti političkog komesara čete u Banijskom partizanskom odredu, politički komesar Moslavačkog partizanskog odreda, zamjenik političkog komesara Sedamnaeste banijske udarne brigade i tajnik partijskog komiteta Dvanaesete slavonske divizije, zamjenik političkog komesara Šesnaeste omladinske udarne brigade, vršitelj dužnosti političkog komesara Dvanaeste slavonske divizije, politički komesar Žumberačko-posavskog sektora i politički komesar 34. hrvatske udarne divizije. Istovremeno s ovim vojnim dužnostima, bio je i tajnik Kotarskog komiteta KPH za Dvor, zatim Kotarskog komiteta KPH za Sisak, član Okružnog komiteta KPH za Banovinu i član Biroa Okružnog komiteta KPH za Čazmu.
Poslije rata, ostao je u Jugoslavenskoj armiji, vršeći odgovorne dužnosti. Bio je politički komesar Osme armije u Skoplju, član Opunomoćstva CK KPJ za JNA, načelnik u Glavnoj političkoj upravi JNA, vojni ataše Federativne Narodne Republike Jugoslavije u Sjedinjenim Američkim Državama, zapovjednik Šeste ličke proleterske divizije. Godine 1959., je demobiliziran u činu general-majora, koji je dobio još 1950. godine. Poslije napuštanja JNA, postao je tajnik za šumarstvo Izvršnog vijeća Socijalističke Republike Hrvatske. Bio je član Centralnog komiteta Saveza komunista Hrvatske u tri saziva, veleposlanik SFRJ u Indoneziji, savezni narodni poslanik u dva saziva, član Izvršnog odbora Glavnog odbora Socijalističkog saveza radnog naroda Hrvatske i ostalo.
Umro je 3. veljače 2006. godine u Zagrebu. Sahranjen je u Grobnici narodnih heroja na Mirogoju.
Nositelj je Partizanske spomenice 1941. i drugih jugoslavenskih odlikovanja. Ordenom narodnog heroja odlikovan je 23. srpnja 1952. godine.